# Service d'action civique
Pour les articles homonymes, voir SAC.
Le service d'action civique (SAC) est une association se plaçant au service du général de Gaulle puis de ses successeurs gaullistes, fondée en 1960 et dissoute en juillet 1981 après une série de meurtres dont la tuerie d'Auriol.
Ses statuts mentionnent qu'il s'agit d'une « association ayant pour but de défendre et de faire connaître la pensée et l'action du général de Gaulle ».
Le SAC est issu du service d'ordre du Rassemblement du peuple français (RPF), qui combattait avec violence celui des communistes de 1947 à 1955.
Fondé pendant la guerre d'Algérie et les troubles qui l'accompagnent en métropole (attentats du FLN puis de l'OAS), le SAC est marqué par cette ambiance originelle de violences.
Pierre Debizet, un ancien de la France libre (réseau Libération-Nord et BCRA), en a été le premier et le dernier secrétaire général. Il en est d'abord élu pour une brève période — de janvier à février 1960 puis quitte le SAC en raison de problèmes de santé et d'un désaccord avec la politique algérienne du général de Gaulle, désormais orientée vers l'autodétermination de ce pays.
Après son départ, Paul Comiti est coopté à la présidence du SAC, qu'il conserve jusqu'en 1969 où, trop absorbé par ses nouvelles fonctions d'adjoint à la sécurité présidentielle, il met fin à son mandat.
Pierre Debizet réintègre alors le secrétariat général du Service, pour une douzaine d'années qui voient le SAC s'investir dans la lutte contre les militants syndicaux et politiques de l'après Mai 68.
Le SAC est souvent présenté comme une « police parallèle » ou police privée du régime gaulliste, mais il n’a aucune fonction officielle et se montre particulièrement actif sous la présidence de Valéry Giscard d'Estaing. Plusieurs de ses membres sont mis en cause dans des affaires de violences électorales et de droit commun.
Le SAC est parfois confondu avec les « barbouzes », groupe de 200 à 300 individus recrutés par Lucien Bitterlin et Pierre Lemarchand pour lutter contre l'OAS en Algérie à partir de 1961. Le SAC n'a jamais été engagé dans la lutte contre l'OAS.
Le SAC, qui dans les années Giscard n'opère plus qu'en roue libre, est finalement dissout par François Mitterrand après la tuerie d'Auriol, survenue le 18 juillet 1981, au cours de laquelle le responsable de la section locale des Bouches-du-Rhône et cinq personnes de sa famille sont assassinés par des membres de sa section qui le soupçonnent de trahison.

## Historique

### Années 1960: au service du général de Gaulle
Créé en décembre 1959, le SAC est enregistré le 4 janvier 1960 à la préfecture de Paris avec pour objectif officiel un soutien à la politique du général de Gaulle, installé au 5, rue de Solférino dans un immeuble qui avait abrité le siège du RPF et le bureau de de Gaulle.
Le premier président est Pierre Debizet, militant actif du mouvement ultracolonialiste Les volontaires français et du groupe d’extrême droite Parti patriote révolutionnaire dans les années 1950, avec comme adjoint Serge Planté et André Laviron comme trésorier. Selon certaines sources, le véritable chef en est Jacques Foccart, qualifié de « parrain politique » du SAC par l'historien spécialiste François Audigier. Foccart expliquera lui-même avoir été chargé d'assurer le contact avec le SAC. C'est à ce titre qu'il en a « eu l'occasion de suivre et de voir les activités du SAC ». Devant la Commission d'enquête parlementaire, il indique en être membre honoraire.
Le général de Gaulle changeant dès 1960 de stratégie à l'égard de l'Algérie, des membres du SAC favorables ou militants de l'Algérie française démissionnent. Pierre Debizet, qui se trouve par ailleurs gravement malade, laisse la place au printemps 1960. Dès avril 1960, Paul Comiti, ancien résistant des Forces françaises libres, commissaire de police et garde du corps du général de Gaulle, devient président, avec pour adjoints Henri Djouder, lui aussi ancien des FFL, commissaire et garde du corps du général, et Serge Planté. Robert Levillain est le secrétaire général et Charles Mattei, le trésorier. Le bureau est modifié le 5 avril 1962, Paul Comiti reste président, Henri Djouder vice-président et Charles Mattei trésorier, mais Robert Levillain est remplacé par René Tiné et Serge Planté remplacé par Jacques Lenain qui devient deuxième vice-président,.
Il ne compte alors que quelques centaines d'adhérents, souvent anciens du service d'ordre du RPF. Ce sont des militants pour qui seul compte le général de Gaulle. Pour expliquer le fait qu'ils aient choisi le SAC plutôt que l'adhésion à l'UNR, Paul Comiti les compare à « des chrétiens qui vont directement au Seigneur sans passer par le curé ».
Charles Pasqua devient vice-président en mai 1967, en remplacement de Henri Djouder qui a démissionné, jusqu'en 1969 où il quitte le mouvement. Jacques Godfrain, futur ministre de la coopération d'Alain Juppé de 1995 à 1997, occupe le poste de trésorier du SAC de septembre 1976 à février 1978.
Les campagnes électorales de 1965-67 voient l'augmentation des effectifs, qui atteignent les 2 000 à 3 000 adhérents. Le contexte politique de l'époque est tendu. Les campagnes électorales des années 1960 sont marquées par des affrontements souvent violents avec parfois morts d'homme et usage d'armes à feu (référendum de 1958, législatives de juin 1968).
Le rôle principal du SAC est le service d'ordre du parti gaulliste (UNR, UD-Ve République puis RPR). Cependant les deux organisations sont indépendantes. En 1978, Alain Devaquet, secrétaire général du RPR tente de faire intégrer les responsables départementaux du SAC aux comités départementaux du RPR en tant que membres de droit. Selon la Commission d'enquête parlementaire, cette initiative n'est pas couronnée de succès.
Des membres du SAC initient en mai-juin 1968 la création des Comités de défense de la République qui préparent la contre-manifestation en faveur de De Gaulle le 30 mai et participent au service d'ordre des réunions de l'Union pour la défense de la République autour de l'UD-Ve (ex-UNR). Des membres du SAC créent également l'UNI pour contrer la « subversion gauchiste » dans le milieu universitaire. L'organisation de Debizet a aidé jusqu'en 1976 le syndicat étudiant dans toutes ses démarches d'autant plus que beaucoup de militants avaient leur carte dans les deux organisations. Après 1976, la double appartenance existe, mais les organisations ont une direction distincte.
Les événements de mai 68 provoquent de nombreuses adhésions au SAC. Charles Pasqua évoque le nombre de 15 à 20 000 adhérents à cette époque. Selon certaines sources, des personnes peu scrupuleuses seraient ainsi entrées au service.

### Violences
- En mai 1968, les membres du SAC déguisés en ambulanciers ramassent des manifestants pour aller les tabasser au sous-sol de leur QG, rue de Solférino[10],[11][source secondaire nécessaire].
- Des membres du SAC sont impliqués dans plusieurs bagarres de colleurs d'affiche à l'occasion de campagnes électorales, avec des conséquences parfois tragiques :
  - Le 24 juin 1968, une bagarre oppose un groupe de colleurs d'affiches gaulliste et des cheminots CGT dans les locaux de la SNCF à Clichy-Levallois; un chauffeur de taxi est blessé par une balle perdue et deux membres du SAC sont inculpés pour port d'arme prohibé[12].
  - Le 29, un colleur d'affiches de 18 ans, militant des jeunesses communistes, est tué par balles à Arras : le meurtrier Jean-Claude Vallein n'est apparemment pas encarté au SAC, c'est un membre présumé de cette organisation qui lui avait fourni l'arme[1].
  - Le 14 avril 1969, un militant communiste reçoit un coup de couteau à Drancy, dans une bagarre de colleurs d'affiche; l'auteur du coup, militant UDR et membre présumé du SAC, est renvoyé aux assises pour tentative de meurtre[13].
  - Le 26 avril 1969, pendant la campagne électorale, un militant du SAC ouvre le feu à Grenoble sur des partisans du non au referendum[14].
  - La Commission d'enquête parlementaire écrit à ce sujet : « Dans les campagnes électorales, les membres du SAC font évidemment comme tous les militants, de l'affichage, de la distribution de tracts, etc. En ce domaine, les seules remarques qui puissent être faites sur le comportement des militants du SAC est que leur rôle se limite le plus souvent à assurer la protection des colleurs d'affiches et à intervenir pour cela à tort et à travers, et trop souvent dangereusement »[15].
- En 1970, deux membres du SAC sont condamnés pour coups et blessures ayant entrainé la mort sans intention de la donner et complicité, dans l'affaire de droit commun dite « de Puyricard » au cours de laquelle une femme a été tuée près d’Aix-en-Provence[16],[17].

### Le retour de Pierre Debizet
En 1968, Georges Pompidou accepte la présidence d'honneur du SAC, qu'il occupera jusqu'à son élection l'année suivante à la présidence de la République. Paul Comiti quitte ses fonctions au SAC en 1969 et Pierre Debizet reprend son poste de secrétaire général.
Pierre Debizet, en désaccord avec la politique algérienne, avait quitté le service d’ordre du SAC dès ses débuts en 1960. Ancien du service d’ordre du RPF passé par les Volontaires de l’Union française de Jean-Baptiste Biaggi, il plaça à ses côtés des individus marqués idéologiquement à l’extrême droite tel que Philippe Maintrieu. De gaulliste, le SAC devint tenant d'un anticommunisme extrémiste. Il a pour beau-frère Henri Langlois, policier dirigeant la cellule parallèlle antiterroriste mise en place à la Préfecture de police par Paul Paoli, où il surveille l'extreme-gauche, après avoir été chargé de la protection pendant de nombreuses années de Jean-Baptiste Biaggi, affecté à la section « étrangers des RG, lié à l'Organisation de l'armée secrète (OAS) après avoir été organisateur le 24 janvier 1960, de « La semaine des barricades » et victime d'une tentative de meurtre dans la nuit du 9 au 10 septembre 1977, près de Bastia
La même année, le préfet de police Maurice Grimaud transmet au ministre de l'Intérieur Raymond Marcellin plusieurs curriculum vitae de personnages ayant encouru une condamnation et qui ont adhéré récemment au SAC. Marcellin transmet l'information à Georges Pompidou. Le ministre envisage une auto-dissolution du SAC, mais se voit objecter qu' « il était fâcheux de porter préjudice à l'ensemble d'une organisation à cause de la présence de quelques personnages douteux qu'il valait donc mieux exclure ». Pierre Debizet est chargé de cette « épuration ».
Il entreprend un examen des récentes adhésions et en rejette un certain nombre. René Tiné, Charles Pasqua et de nombreux autres membres sont écartés ou quittent d'eux-mêmes le Service, considérant qu'il n'a plus lieu d'être dans la mesure où le général de Gaulle a abandonné le pouvoir. Debizet décide également de remplacer la carte de membre qui ressemble trop à une carte de police et exige que chaque candidat soit parrainé par deux membres du Service et produise un extrait de casier judiciaire vierge.
- Dans les années 1970, Patrice Chairoff publie dans Libération un plan du SAC prévoyant l’internement de gauchistes dans des stades. Ce document est attribué au Marseillais Gérard Kappé, un ancien lieutenant de Charles Pasqua qui dément[25]. Devant la Commission d'enquête parlementaire sur les activités du Service d'action civique, Paul Comiti qualifie le document de « faux manifeste » et « d'une des plus vilaines insultes qu'on nous ait adressées[26]. Patrice Chairoff, de son vrai nom Dominique Calzi, a été condamné à plusieurs reprises pour escroquerie[27].
- Le 5 juin 1977 à Reims, Pierre Maître, un ouvrier des Verreries Mécaniques Champenoises qui se trouve à un piquet de grève est abattu d'une balle dans la tête. Deux autres ouvriers sont blessés. L'auteur des coups de feu est un membre de la CFT qui fait également partie du SAC[28]. Il est condamné à vingt ans de réclusion[29].

En 1982, la Commission d'enquête parlementaire cite une liste établie par la police judiciaire mentionnant « soixante-cinq affaires commises par cent six membres du SAC depuis sa création ». Le SAC aurait joué un rôle dans la création d'une organisation de contre-terrorisme en Corse, Francia, destinée à s'opposer au FLNC. Selon certaines sources, des membres de l'organisation sont employés pour des missions de « mercenariat » en Afrique.
L'observation du mouvement laisse à penser que la théorie des « deux SAC » développée en manière de défense par certains adhérents pourrait avoir une part de vérité, la coexistence sous une même étiquette, d'une part, de groupes gaullistes très droitiers et activistes, recrutant d'une part des personnes souvent honorables telles qu'un magistrat de l'Est de la France, un certain nombre de militants ouvriers souvent liés aux syndicats indépendants comme la Confédération générale des syndicats indépendants ou la Confédération des syndicats libres, etc. et, d'autre part, une série d'individus aux franges du renseignement, du banditisme et de l'extrême droite (voire des trois à la fois), utilisés pour des « coups » peu recommandables. Des associations appelées SAC et sans rapport avec le mouvement national ont été déposées par des amis de Charles Pasqua après que celui-ci a été exclu du mouvement.
Le SAC est évoqué aussi au sujet de l'assassinat du ministre Joseph Fontanet au début de 1980, qui pourrait être une vengeance du gang des Lyonnais aux liens étroits avec le SAC. Ils auraient financé le journal J'informe, dirigé par Joseph Fontanet, dont l'échec en 1977 les a ruinés. Par ailleurs, Joseph Fontanet était selon le journaliste Benoît Collombat un ami de Robert Boulin mort trois mois avant.
Plus généralement, Jean-Marie Domenach, ancien directeur de la revue Esprit, a dénoncé dans Le Monde en 1981 le « nombre infime d'inculpations, cinq ou six arrestations faites plutôt par hasard et suivies de libérations » alors qu'on a recensé quinze assassinats politiques en trois ans (1978-1981), et « 290 attentats ou exactions, imputables à des équipes qu'on peut appeler fascistes ou racistes ». Parmi ces assassinats, il a analysé « l'acharnement dont Henri Curiel a été victime avant et après » sa mort en 1978. Il a sans succès tenté d'accéder aux « fameux documents que les accusateurs de Curiel ont la faculté de compulser librement », notamment des journalistes du Point et de Minute, « mais qui sont interdits à ses défenseurs ».

### Les liens supposés avec le banditisme
Le SAC est réputé avoir recruté des adhérents parmi le « Milieu ». Des malfaiteurs auraient possédé une carte du SAC, sans qu'il soit possible d'établir avec certitude s'ils en ont été membres. Certains éléments de la pègre avaient en effet conservé des liens avec le gaullisme en raison de leur passé de résistant ou de déporté durant la Seconde Guerre mondiale. D'autres malfaiteurs auraient pu souhaiter attester d'une proximité avec le pouvoir politique pour impressionner les policiers.
François Audigier explique que la détermination de l'appartenance de certains malfaiteurs au SAC est « une question très délicate. D'abord pour des raisons méthodologiques (liée au manque de sources : les archives policières et judiciaires étant inexistantes ou non accessibles, les témoignages étant difficiles, l'historien est dépendant d'enquêtes journalistiques souvent à charge) et épistémologiques (cela pose la question de la définition de l'appartenance à une organisation militante). Dire de telle figure de la pègre niçoise, marseillaise, grenobloise ou lyonnaise qu'elle appartient au SAC, comme le fait souvent rapidement la presse de l'époque, reste en réalité discutable ».
La Commission d'enquête parlementaire recense six cas :
- Edmond Vidal, le chef du Gang des Lyonnais : en 1975, lors de l'instruction ouverte contre cette association de malfaiteurs qui a commis de nombreux vols à main armée, Vidal indique avoir « travaillé pour des polices parallèles » et notamment avoir installé des systèmes d'écoute dans la chambre d'hôtel de Gaston Defferre à l'occasion du congrès du Parti socialiste à Grenoble. Le magistrat instructeur demande un supplément d'enquête à la police judiciaire qui conclut à l'inanité de ces déclarations. Lors du procès, Vidal déclare également avoir obtenu sa carte d'identité par l'intermédiaire du malfaiteur Jean Augé. Après enquête, l'avocat général rend ses conclusions le 3 juillet 1977 devant la cour d'assises : il apparaît que cette carte a été délivrée le 3 mai 1973 en toute légalité à Edmond Vidal, tous les documents nécessaires ayant effectivement été déposés par le demandeur. Ce n'est pas Edmond Vidal qui avait retiré cette carte, mais un inspecteur des Renseignements généraux détaché au Sénat. L'intéressé a déclaré « ne plus se souvenir des conditions de ce retrait, mais a spécifié qu'il effectuait de fréquentes démarches identiques pour de nombreux parlementaires. »
- Jean Augé : cet ancien résistant est considéré, à partir des années 1960, comme le caïd du milieu lyonnais. La Commission cite un arrêt de la Cour d'appel de Lyon du 16 septembre 1965 selon lequel Augé a effectué en 1961 une mission en Algérie pour le compte de la Sécurité militaire. Selon le journaliste James Sarazin, spécialiste du grand banditisme, Jean Augé se prévalait cependant de son appartenance au SAC. Pierre Debizet dément l'appartenance d'Augé au Service : « Il a été utilisé par d'autres services dans le cadre de la lutte contre l'OAS, des services souterrains, trop contents de mettre ça sur le dos du SAC ».
- Christian David, surnommé « le beau Serge » : malfaiteur chevronné, il abat le 2 février 1966 le commissaire Galibert et blesse deux inspecteurs lors d'une tentative d'interpellation, puis prend la fuite en Amérique du Sud où il rejoint les réseaux Ricord. Dirigées par Auguste Ricord, un ancien de la Gestapo française de la rue Lauriston, ces organisations se livrent au trafic d'héroïne avec les États-Unis et le Canada. Plusieurs organes de presse ont mentionné le fait que David aurait exhibé une carte du SAC avant de tuer le commissaire. Selon François Audigier, cette information est fausse : il ne s'agit que d'une carte tricolore[7]. La Commission d'enquête parlementaire confirme qu'il ne s'agissait pas d'une carte du SAC, « mais plutôt d'un « coupe-file », sans doute du type de ceux que délivrait la Préfecture de police à cette époque ». La Commission affirme que la fuite de David a été organisée par les malfaiteurs Antoine Guérini et Constantin Tramoni (Tramini). Ce dernier se prévalait de son appartenance au SAC[33] alors que les Guérini étaient notoirement proches de Gaston Defferre depuis 1947. En novembre 1972, peu après l'arrestation de Christian David par la police brésilienne, le journaliste René Backmann affirme que « les policiers français ne semblaient plus s’intéresser beaucoup à ce personnage encombrant ». Selon le journaliste, le malfaiteur aurait été « bien placé pour connaître les liens qui existent entre le S.A.C., le « milieu », et certaines filières internationales de trafic de l’héroïne ou des armes ». Il affirme que « beaucoup de gens tremblent, donc à la pensée que le « beau Serge », pris au piège, pourrait révéler un peu trop de noms aux policiers américains du Bureau des Narcotiques qui ont demandé son extradition au gouvernement brésilien[16] ». Honoré Gévaudan, qui fut directeur adjoint de la police judiciaire, estime qu'il s'agit de « venimeux sous-entendus » auxquels il oppose des arguments moraux et juridiques. Selon lui, ni les policiers, ni les juges n'auraient accepté de ne pas faire leur devoir vis-à-vis de l'assassin d'un commissaire. David a d'emblée plaidé coupable devant le tribunal de Brooklyn, parce qu'il ne tient pas du tout à revenir en France où il risque la guillotine[34]. Après avoir purgé sa peine aux États-Unis, Christian David est extradé en 1985 vers la France où il est condamné en 1989 à 15 ans de détention.
- Trafic de drogue :
  - la Commission cite deux individus interpellés dans la même affaire en 1969 et 1970 pour trafic de stupéfiants : Pierre (Yves) Lahovary et Jean Audisio. L'inspecteur Claude Chaminadas, de l'Office central pour la répression du trafic de stupéfiants, explique qu'il a trouvé chez eux deux cartes du SAC et que l'instigateur du trafic Macel Galvani était responsable du SAC pour les Alpes Maritimes. La Commission précise que ces trois malfaiteurs font partie d'une branche du Service dirigée par Gérard Kappé qui a fait sécession du SAC de Pierre Debizet. Ils sont condamnés au maximum de la peine prévue, soit cinq ans de prison.
  - Deux autres membres présumés, désignés par leurs initiales L.F. et J.C., ont été impliqués dans une autre affaire de stupéfiants. Ce dernier a été condamné, le 10 juillet 1975, par le Tribunal correctionnel de Paris, à trois ans de prison, dont deux années avec sursis, pour « avoir transporté de France aux États-Unis, le 1er août 1969, un kilogramme cinq cents grammes d'héroïne, et début novembre 1969, une certaine quantité d'héroïne cachée dans deux valises »[35].
- La Commission cite enfin un règlement de comptes survenu le 19 octobre 1969, près de Niolon, dans les Bouches-du-Rhône. L'enquête permet d'arrêter le 12 janvier 1970 l'auteur de l'assassinat, André Granato et de démanteler à cette occasion une bande de malfaiteurs. Gérard Kappé, alors responsable d'une branche sécessionniste du Service, identifie Granato comme membre du SAC.

### L'affaire de Broglie
L'affaire de Broglie, assassinat en décembre 1976 du trésorier du parti présidentiel Jean de Broglie, a été perpétré à la demande du patron du SAC Pierre Debizet, selon les aveux publics de l'un des exécutants en 2010 et 2015, qui ont eu un retentissement international important,

### Les affaires Robert Boulin et Joseph Fontanet
Le 1er février 1980, peu après minuit, des inconnus en voiture tirent une balle de 11,43 sur l'ex-ministre Joseph Fontanet devant son immeuble du 36 boulevard Émile-Augier, Paris 16e. Les mobiles restent inconnus et l'assassinat inélucidé. L'Association Henri-Curiel déplore vivement le meurtre de Fontanet en faisant un lien avec ceux de Laïd Sebai, Henri Curiel, François Duprat, Pierre Goldman tandis que Jean-Pierre Vigier a été l'objet d'une tentative manquée d'assassinat. Parmi les pistes, une vengeance du gang des Lyonnais aux liens étroits avec le SAC et dont une partie des butins aurait servi à financer J'informe, quotidien français paru entre le lundi 19 septembre et le 15 décembre 1977 avec un budget de 10 millions de francs pour concurrencer Le Monde, jugé trop favorable à l'union de la gauche, son échec leur ayant fait perdre leur argent.
La dissémination du capital favorisait la participation discrète des actionnaires et son premier numéro avait été tiré à 350 000 exemplaire mais la vente pour Paris-surface avait chuté de 71 910 exemplaires à 6 783 exemplaires en quelques semaines seulement, la vingtaine de journalistes perdant leur poste sans avoir été prévenus.
L’assassinat le 3 juillet 1975 du juge François Renaud, appelé « Le Shérif », inspiration d'un film éponyme, au moment où il espérait aboutir dans ses investigations sur les relations entre le « gang des Lyonnais » et le SAC avait marqué « le début de la liste des morts étranges qui s’est établie durant le septennat de Valéry Giscard d’Estaing » amenant le sénateur de droite Pierre Marcilhacy à déclarer qu' « on meurt beaucoup et beaucoup trop mystérieusement ». Joseph Fontanet était selon le journaliste Benoît Collombat un ami de Robert Boulin mort trois mois avant. Très lié au SAC, le procureur général à Versailles avait saboté la première autopsie du corps de Boulin, en demandant aux légistes de ne pas examiner son crâne. Ce corps a été retrouvé juste à côté de la résidence de René Journiac, le « monsieur Afrique » de Giscard, considéré comme le fils spirituel de Jacques Foccart, fondateur du SAC.

### L'affaire de l'ETEC
Fin décembre 1971, une instruction est ouverte à Paris par le juge Michaud pour extorsion de fonds, chantage et trafic d'influence. Sept personnes sont interpellées. Elles ont agi sous le couvert de la société ETEC (Études techniques et commerciales) sise boulevard de Courcelles à Paris. Joseph dit « Charly » Lascorz, principal animateur de l'ETEC, est en fuite et sera extradé d'Espagne quelques mois plus tard. Quatre des inculpés se prévalent d'appartenir au SAC, dont ils avaient été exclus en 1969.
Lascorz est condamné en première instance à trois ans de prison et ses co-inculpés de huit mois avec sursis à deux ans de prison.

### Tuerie d'Auriol et fin du SAC

#### Tuerie d'Auriol
En 1981, la mise en cause du SAC dans la tuerie d'Auriol, « roman noir qui enfonce tous les best-sellers de l'été », selon Le Monde, fait plusieurs jours la « une » des quotidiens et de plusieurs hebdomadaires. L'envoyé spécial de l'hebdomadaire d'extrême droite Minute, Patrick Buisson, évoque « la "piste oubliée" qui mène à gauche » et Jean-Marie Pontaut, dans Le Point constate que le SAC réunit les « demi-soldes d'un bataillon désormais sans cause ». Selon le Canard Enchaîné et son directeur, Roger Fressoz, la tuerie d'Auriol pourrait avoir quelque rapport avec d'autres affaires où fut cité le SAC, notamment celle du meurtre de Jean de Broglie, et dès qu'elle débute, le journal reproche au nouveau ministre de la justice, Robert Badinter, qui était en 1977 l'avocat de la famille Jean de Broglie, de vouloir comme ses prédécesseurs giscardiens, « enterrer » l'enquête ouverte en 1976. La précipitation du ministre de l’intérieur de 1978 à désigner coupable Pierre de Varga, conseiller fiscal de Jean de Broglie est en effet restée suspecte.
La tuerie d'Auriol n'a lieu qu'un an et demi après l'affaire Robert Boulin, au cours de laquelle Louis-Bruno Chalret, procureur général près la cour d'appel de Versailles, réputé très proche du SAC et des réseaux Foccart, se serait rendu en pleine nuit dans la forêt voir le corps du ministre, selon une enquête d'Envoyé spécial en 2017 confirmant les informations publiées au début de 2007 dans les livres de Benoit Collombat et Raymond Barre. Parmi les 77 anomalies relevées dans le dossier pénal par Fabienne Boulin-Burgeat, fille du ministre dans son livre « Le Dormeur du val », Alain Ribet, chef de l'agence de Libourne du « Résistant », hebdomadaire qu'aimait bien Robert Boulin, fut destinataire d'une lettre posthume qu'elle n'a pas obtenu de faire soumettre aux tests ADN.
La direction du SAC à Paris est entre les mains de Pierre Debizet, homme de confiance de Jacques Foccart, conseiller du général de Gaulle pour les services secrets et l'Afrique, qui a fait disparaître les fichiers. Par ailleurs, l'ex-inspecteur du contre-espionnage Marc Ducarre, proche du syndicat étudiant UNI à Toulon, puis au ministère de l’intérieur dans la « division B2 », chargée de suivre « les militants basques de l’ETA notamment », un est un homme de confiance et ami de Pierre Debizet. Soupçonné d’avoir été membre du commando de René Resciniti de Says qui a tué deux activistes d’extrême gauche en 1978 et 1979, il fut placé en garde à vue après les attentats commis en 1978 à une cinquantaine de kilomètres d'Auriol contre les sièges du PCF à La Garde-Le Pradet et de l’amicale des Algériens à Toulon, puis s'est fait repérer dans un cambriolage opéré avec René Resciniti de Says le 19 juin 1978, chez un vieil antiquaire à Marseille, Jean Cherpin, en oubliant sur place les clés d’une voiture de location avant de se rendre, imprudemment, à l’agence. Il estime qu'en 1981 Pierre Debizet a tenté de trouver une solution à Auriol en venant à Marseille en mai 1981, inquiet des rivalités au sein du SAC: Jacques Massié, responsable local et policier, est accusé de détournement de fonds et de proximité avec la gauche par d'autres membres.
Quelque temps plus tard, Massié et toute sa famille sont assassinés. Rapidement, les meurtriers sont arrêtés et condamnés à de lourdes peines. Pierre Debizet est inquiété par la justice mais sans suite pénale.
Debizet, inculpé et renvoyé devant les assises, a bénéficié, après cassation, d'un non-lieu rendu par la chambre d'accusation de Paris.

#### Commission d'enquête parlementaire
À la demande du groupe communiste de l'Assemblée nationale, une commission d'enquête parlementaire est constituée en décembre 1981. Elle dispose de 6 mois pour enquêter, mène des investigations et interroge 99 témoins durant 46 séances, des dirigeants du SAC comme Debizet qui refuse de prêter serment, des anciens membres comme Charles Pasqua, des fonctionnaires ou anciens fonctionnaires du ministère de l'intérieur tel Robert Pandraud, des syndicalistes, des journalistes comme Roger Colombani, des personnalités comme Jacques Foccart et des hommes politiques comme Christian Bonnet, ancien ministre de l'intérieur. Les membres de la majorité de gauche jouent un rôle majeur dans les activités de la Commission, car les membres de l'opposition comme Alain Madelin, Marc Lauriol ou Jean Tiberi refusent de pourvoir un poste de vice-président et un poste de secrétaire et ne posent pas de questions aux témoins. Son rapport est remis le 17 juin 1982. Elle décide de ne pas demander formellement la dissolution du SAC. Ses conclusions sont les suivantes : « Il appartient donc au seul pouvoir exécutif d'apprécier si les activités du SAC telles qu'elles ressortent des éléments qu'il a en sa possession, peuvent ou non le conduire à prendre une telle décision. (…) Cependant, la Commission ne peut manquer d'affirmer que les investigations menées, que les documents rassemblés la conduisent à conclure que le SAC, par sa nature, par son organisation et par son orientation a été inéluctablement entraîné à exercer des activités hors de la loi ».
Les commissaires appartenant aux groupes RPR et UDF récusent le rapport de la Commission « dont le mobile dominant est inspiré par des fins politiciennes, notamment en vue des prochaines consultations électorales, beaucoup plus que par une recherche sincère et sereine de la vérité ».

#### Dissolution
Le SAC est dissous par le président François Mitterrand le 3 août 1982, par application de la loi du 10 janvier 1936 sur les groupes de combat et milices privées.

### Effectifs et recrutement
La Commission d'enquête parlementaire cite un nombre « ne dépassant pas 10 000 adhérents » avant 1968. Les événements de mai 68 provoquent un afflux d'adhérents, dont le nombre atteint 20 000 selon Charles Pasqua, voire 30 000 selon d'autres sources.
Le tirage du bulletin « Action civique » destiné aux adhérents est alors de 10 000 exemplaires. Il redescend à 7 000 en avril 1971, après l' « épuration » effectuée par Pierre Debizet et les autres départs.
En 1981, Pierre Debizet communique le nombre de 10 000 adhérents. Les Renseignements généraux les estiment à 5 000 seulement. Compte tenu du tirage d' « Action civique » stable à 8 500 exemplaires depuis 1975, la Commission conclut que « le SAC comprend entre 8 000 et 10 000 adhérents, dont environ la moitié militent effectivement au sein de l'association ». Les éléments d'information qu'elle a pu recueillir - et notamment l'étude de certains fichiers départementaux -, permettent d'évaluer globalement entre 10 et 15 % environ le nombre de policiers par rapport à l'ensemble des adhérents du SAC.

## Les «successeurs»
Après la dissolution du SAC, de nouvelles structures apparaissent.

### Solidarité et défense des libertés
Certains, lors de la période de flottement du SAC, voulurent récupérer cette organisation qui a toujours existé de façon autonome par rapport aux différents partis gaullistes. Charles Pasqua est l'un d'eux.
Le futur ministre de l'Intérieur créa à cette occasion « Solidarité et défense des libertés » (aussi appelée Solidarité et liberté) qui rassemblait des membres du RPR, de l'UDF ou des anciens du SAC. Le 3 mai 1982 l'association organisa une manifestation contre le terrorisme, où des nombreux militants du Centre national des indépendants et paysans (CNIP) et du Parti des forces nouvelles (PFN) furent présents, ce sont d'ailleurs ces derniers qui assurèrent le maintien de l'ordre,. Peu active l'organisation fut vite dissoute.

### Le MIL
Le Mouvement initiative et liberté (MIL) a été créé le 17 novembre 1981, soit huit mois avant la dissolution du SAC.
Il est alors présidé par Jacques Rougeot, un proche du Rassemblement pour la République (RPR) et président de l'Union nationale inter-universitaire (UNI). Le général Alain de Boissieu, Pierre Messmer, Jacques Foccart et Pierre Debizet, dernier président du SAC avant sa dissolution, participent également à la création du MIL.

## Ouvrages et médias traitant du SAC

### Films
- Yves Boisset, Le Saut de l'ange, France, Italie, 1971.
- Pierre Granier-Deferre, Adieu poulet, France, 1975 : l'intrigue fait référence à la fusillade de Puteaux, un fait divers survenu pendant la campagne des élections municipales de 1971 dont le maire Charles Ceccaldi-Raynaud a été jugé civilement responsable
- Yves Boisset, Le Juge Fayard dit « le Shériff », France, 1976, inspiré de l'assassinat du juge François Renaud où le SAC est explicitement mentionné à de multiples reprises (dès la 16e minute par le badge du SAC, puis par son nom dans la suite).
- Serge Le Péron, J'ai vu tuer Ben Barka, France, Maroc, 2005.
- Olivier Marchal, Les Lyonnais[63], France, 2011 : le SAC est mentionné comme ayant formé les membres du gang des Lyonnais.
- Cédric Jimenez, La French, France, 2014 : le SAC est désigné par son nom complet à une reprise dans le film.

### Émissions de télévision
- Thomas Vincent, S.A.C., des hommes dans l'ombre, 2004 : ce téléfilm, diffusé sur Canal+ le 29 novembre 2005, relate les événements qui ont mené à la fin de l'organisation de 1981 jusqu'à sa dissolution par François Mitterrand en 1982.

### Émissions de radio
- Patrick Pesnot, « Rendez-vous avec X » - Le SAC : Service d'action civique, diffusion en 2 émissions (25/02/2006 et 4/03/2006 ; rediffusion 26/12/2009 et 2/01/2010).